# 85471 Maryam
85471 Maryam è un asteroide della fascia principale. Scoperto nel 1997, presenta un'orbita caratterizzata da un semiasse maggiore pari a 2,3526675 UA e da un'eccentricità di 0,2312262, inclinata di 25,47790° rispetto all'eclittica.
L'asteroide è dedicato, tramite un acronimo basato sulle due lettere iniziali di ciascuno, a Martin, Ryan e Amber Pepper, figli di uno dei componenti del team autore della scoperta.